# Thomomys bottae mearnsi
Thomomys bottae mearnsi is een knaagdier dat voorkomt in zuidwestelijk Noord-Amerika. Dit dier is een ondersoort van de valleigoffer (Thomomys bottae). Hij is oorspronkelijk beschreven door Bailey (1914). De typelocatie, de plaats waar het exemplaar vandaan komt op basis waarvan de ondersoort oorspronkelijk is beschreven, ligt in het zuidwesten van New Mexico. Het aantal chromosomen varieert van 75 tot 76.